# Jezioro Trepkowskie
Jezioro Trepkowskie – jezioro w woj. kujawsko-pomorskim, w powiecie brodnickim, w gminie Brzozie, leżące na terenie Garbu Lubawskiego.

## Dane morfometryczne
Powierzchnia zwierciadła wody według różnych źródeł wynosi od 27,5 ha do 30,1 ha.
Zwierciadło wody położone jest na wysokości 89,0 m n.p.m. Średnia głębokość jeziora wynosi 2,4 m, natomiast głębokość maksymalna 8,5 m.
W oparciu o badania przeprowadzone w 2000 roku wody jeziora zaliczono do III klasy czystości i poza kategorią podatności na degradację.

## Hydronimia
Według urzędowego spisu opracowanego przez Komisję Nazw Miejscowości i Obiektów Fizjograficznych (KNMiOF) nazwa tego jeziora to Jezioro Trepkowskie. W niektórych publikacjach wymieniana jest oboczna nazwa tego jeziora: Trępki.